# Platón Sánchez (municipalité)
La municipalité de Platón Sánchez est l'une des 212 municipalités de l'État de Veracruz, et est située dans la partie nord de cet État. Située à l'ouest du golfe du Mexique, elle appartient au bassin versant du fleuve Río Pánuco, et se trouve sur les piémonts de la chaîne de montagnes de la Sierra Madre orientale. Son chef-lieu est la ville éponyme de Platón Sánchez. Elle dépend de la région Huasteca Alta, du nom du peuple des Huaxtèques qui y est établi, et est une des 10 subdivisions administratives de l'État de Veracruz.

## Géographie
La municipalité de Platón Sánchez se trouve dans la partie sud-est du bassin versant du fleuve Río Pánuco, et est bordée à l'est par l'un de ses affluents, le Río Tempoal, qui prend plus au sud le nom de Río Calabozo, rejoint en rive gauche par la rivière Los Hules. Établie sur les piémonts de la chaîne de montagnes de la Sierra Madre orientale, son altitude oscille entre 20 et 200 mètres. Son chef-lieu, la ville éponyme de Platón Sánchez, se trouve dans la partie nord de son territoire. Ce territoire couvre une superficie de 244,67 km², et était peuplé en 2020 de 18 053 habitants.
Cette municipalité est limitrophe au nord de celle de Tempoal, à l'ouest, dans l'État d'Hidalgo, de celle de San Felipe Orizatlán, puis dans l'État de Varacruz, de celle de Chiconamel, au sud de celle de Chalma, puis à nouveau dans l'État d'Hidalgo, de celle de Huejutla de Reyes, en à l'est, dans l'État de Veracruz, de celle de Tantoyuca.

## Composition et démographie
La municipalité était composée en 2010 de 170 localités.
| Localité       | Population |
| -------------- | ---------- |
| Platón Sánchez | 10 353     |
| Tlalpani       | 552        |
| Ahitic         | 519        |
| Los Pozos      | 421        |

En plus de l'espagnol, plusieurs langues amérindiennes sont parlées dans la municipalité, dont les principales sont par ordre d'importance : le nahuatl, les autres langues étant très marginales.

## Histoire
La ville a pour origine l'hacienda d'El Capadero. En 1868, elle est érigée en municipalité, sous le nom de Platón Sánchez, en hommage au colonel Rafael Platón Sánchez, héros de la guerre contre la France du Second Empire lors de l'Expédition du Mexique.
En 1958, la localité de Platón Sánchez accède au rang de ville (villa).